# Can Bartu
Can Bartu (* 31. Januar 1936 in Kadıköy, Istanbul; † 12. April 2019) war ein türkischer Fußball- und Basketballspieler. Durch seine langjährige, erfolgreichen und sportlichen Leistungen für den Fenerbahçe Istanbul gilt er als Fenerbahçe-Sportlegende und gehört zu den herausragenden Persönlichkeiten der türkischen Sport-Geschichte. So ist er einer von fünf Spielern, die namentlich in dem offiziellen Fenerbahçe-Marsch Erwähnung finden. Er war der erste und bis heute der einzige türkische Profisportler, der gleichzeitig sowohl für die türkische Fußball- als auch für die Basketballnationalmannschaft spielte.

## Sportlerkarriere
Sein Spitzname lautete aufgrund seines modischen Kleidungsstiles und sechs Jahre langen Aufenthaltes in Italien „Signor Bartu“ (türkisch Sinyor Bartu). Bartu brillierte als Fußball- und -Basketballspieler. Als Profifußballer galt er als technisch versierter und begabter Flügelspieler, der auf beiden Seiten sowohl links als auch rechts spielen konnte.

### Vereine

#### Anfänge und Fenerbahçe-Nachwuchsabteilung
Er begann seine Karriere mit elf Jahren bei Modaspor als Basketballspieler, wo er für die Nachwuchsmannschaften spielte. Danach wurde die Basketballabteilung vom Fenerbahçe SK auf Bartus Talent aufmerksam und nahmen ihn 1949 in ihre Basketballnachwuchsmannschaft auf. Des Weiteren stieg Bartu mit 17 Jahren zum A-Nationalspieler auf und spielte insgesamt sechsmal für die türkischen Basketballnationalmannschaften.
1955 fehlten der Fußballnachwuchsmannschaft vom Fenerbahçe zwei Fußballspieler, daraufhin wurden zwei Sportler aus der Basketballabteilung abkommandiert, unter anderem Bartu selbst. Gleich am nächsten Tag erzielte er in seinem ersten Einsatz für die Fußballnachwuchsabteilung den 1:0-Auswärtssiegtreffer gegen die Auswahlmannschaft von Edirne. Darüber hinaus empfahl sich Bartu in einem Vorbereitungsspiel gegen die Fußball-Nachwuchsauswahl vom Karşıyaka SK, wo er mit der Mannschaft sieben Tore erzielte, für die Profifußballmannschaft. Damit beeindruckte Bartu die Fenerbahçe-Anhänger.

#### Profifußballkarriere
Der Fenerbahçe-Profifußballtrainer Fikret Arıcan erkannte sein sportliches Talent und überredete ihn mit Erfolg, bei Fenerbahçe als Fußballspieler weiterzumachen. Anfänglich agierte er nebenher temporär und gelegentlich weiterhin als Basketballspieler. Bartu begann 1956 als Profifußballspieler im offensiven Mittelfeld und auf dem linken Flügel.
Er sorgte 1957 mediale sportliche Schlagzeilen, die gerne bis heute noch als Legenden erzählt werden. Zum Beispiel wie Bartu am gleichen Abend im Januar 1957 je ein Spiel für die Fenerbahçe-Fußballabteilung, beim 4:0-Auswärtssieg gegen Beyoğluspor zwei Tore erzielte und die weiteren zwei Tore vorbereitete, und für die Fenerbahçe-Basketballabteilung bestritt, wo Bartu zehn Punkte beim 44:43-Sieg erzielte. Des Weiteren im März 1957 absolvierte er erneut je ein Spiel für die Basketballabteilung, indem Bartu im Interkontinentalen-Derby-Sieg gegen Galatasaray Istanbul mindestens 28 Punkte erzielte, und später am Abend für die Fußballabteilung mindestens ein Tor erzielte, beim 4:2-Auswärtssieg gegen Beşiktaş Istanbul. Danach mit 21 Jahren entschied er sich seine Energie auf den Fußball zu fokussieren.
Darüber hinaus schoss er gemeinsam mit Lefter Küçükandonyadis und Şeref Has mit ihren Toren ihre Mannschaft zu zwei Istanbuler Profifußball-Meisterschaften; 1956/57 und 1958/59. Danach folgten zwei türkische Fußballnationalmeisterschaften; 1959 und 1960/61. Im September 1959 kam der 23-jährige Bartu zu seinem Fußballeuropapokalspiel- und tordebüt im UEFA Europapokal der Landesmeister gegen den damaligen knappen amtierenden ungarischen Meister Csepel SC, wo er den 1:1-Endstand erzielte und somit die Aufmerksamkeit vom damaligen amtierenden ungarischen Vizemeistertrainer Nándor Hidegkuti vom MTK Budapest auf sich zog. Bartu bestritt im Europapokal zwischen 1959 und 1961 sechs Spiele und erzielte drei Tore.

#### Wechsel nach Italien und die Rückkehr
Nach seiner ersten erfolgreichen Zeit bei Fenerbahçe Istanbul wechselte Bartu im November 1961 in die italienische Serie A, damals die beste Fußballliga der Welt, für eine Ablösesumme in Höhe von 50.000 US-Dollar zum damaligen amtierenden italienischen Pokalsieger AC Florenz, welches von Nándor Hidegkuti trainiert wurde. Wodurch er in der Spielzeit 1961/62 zum Einsatz im UEFA Europapokal der Pokalsieger kam. Bartu erreichte 1962 mit der Fiorentina das Endspiel des Europapokales der Pokalsieger und spielte somit als erster türkischer Fußballer in einem Europapokalendspiel. In der Folgesaison wurde er an den AC Venezia verliehen, danach kehrte für ein Jahr zur Fiorentina zurück. Zur Spielzeit 1964/65 wechselte Bartu in die Hauptstadt Rom zu Lazio Rom und spielte für diesen Verein drei Saisons.
1967 kehrte Bartu zurück in die Türkei zu seinem Profistammverein Fenerbahçe Istanbul und heimste in den nächsten drei Spielzeiten weitere Mannschaftserfolge ein, wie Ligameisterschaften und Pokalsiege. 1970 beendete er seine aktive Fußballkarriere und erzielte in seiner gesamten Zeit für Fenerbahçe 62 Ligatore in 162 Ligaspielen, aber insgesamt erzielte Bartu 162 Tore in mindestens 326 Spielen.

### Fußball-Auswahlmannschaften
Bartu war zwischen 1956 und 1969 insgesamt 28-facher Fußball-Nationalspieler der Türkischen Fußball Föderation (TFF).
Im Qualifikationsachtelfinale zur Fußball-Europameisterschaft 1960 ersetzte er als Feldspieler im Hinspiel in den letzten sieben Spielminuten, beim 0:2-Rückstand, den verletzten Torhüter Turgay Şeren. Damals gab es kein Auswechselkontingent. Bartu parierte drei mögliche Torchancen der Rumänen, aber erhielt trotzdem ein Gegentor durch den Mannschaftskollegen Ahmet Berman, der ein Eigentor erzielte. Das Qualifikationsspiel endete 3:0 für Rumänien. Somit ist er der einzige türkische A-Fußballnationalspieler der mindestens ein Tor erzielte und ein Gegentor als Torwart erhielt. Nebenbei nahm Bartu unter anderem auch an der türkischen Militär-Fußballauswahl der türkischen Streitkräfte teil und gewann mit dieser Auswahl in Ankara die Fußball-Militärweltmeisterschaft 1961.
Im Jahr 1969 lief er in mindestens fünf A-Länderspielen als Mannschaftskapitän auf und führte die Nationalmannschaft der TFF unter anderem mit seinen Toren zum RCD-Cup-Sieg.

## Nach der Sportlerkarriere und Gedenken
Nach 1970 nach seiner aktiven Profisportlerlaufbahn arbeitete Bartu später als Kolumnist und TV-Sportkommentator, zum Beispiel für die Tageszeitung Hürriyet und für den offiziellen Fernsehsender vom Fenerbahçe SK (FB-TV).
2009 war er der Botschafter des letzten UEFA-Pokal-Finales (2008/09), welches im Stadion vom Fenerbahçe Istanbul ausgetragen wurde. Das Trainingsgelände, auf welchem die Fußballmannschaft vom Fenerbahçe ihr tägliches Training absolviert, wurde im Sommer 2009 nach einer Fenerbahçe-Vereinsratsitzung nach ihm benannt, die „Can Bartu Tesisleri“.
Bartu verstarb mit 83 Jahren in der Nacht vom 11. April zum 12. April 2019 zu Hause. Am selben Tag beschloss die Türkische Fußball Föderation (TFF), vor jedem Profifußballspiel bis zum 15. April 2019 eine Gedenkminute für ihn einzulegen. Am Folgetag wurde im Stadion vom Fenerbahçe Istanbul, Ülker Stadyumu, zu Ehren von Can Bartu eine Trauerfeier abgehalten und sein Sarg aufgebahrt. An der Trauerfeier nahmen ehemalige und aktuelle Fenerbahçe-Fußballspieler, Vereinspräsident Ali Koç, Oberbürgermeister der Großstadtkommune Istanbul Ekrem İmamoğlu und der Jugend- und Sportminister der Türkei Mehmet Kasapoğlu uvm. teil. Bartu wurde in der Istanbuler Gemeinde Üsküdar, Nachbargemeinde von Kadıköy, auf dem Friedhof Karacaahmet beigesetzt.
Im Dezember 2019 verkündete der Fenerbahçe-Vereinspräsident Koç es wird in Zukunft in Gedenken an Bartu eine Statue errichtet. Die Arbeiten zur Statue begannen im April 2021 und sie wurde im Juni 2021 eingeweiht. Die Can-Bartu-Statue befindet sich in der Istanbuler Heimatgemeinde vom Fenerbahçe in Kadıköy im „Yoğurtçu Park“ und die Statue wurde dezidiert in Richtung Fenerbahçe-Heimstadion ausgerichtet aufgebaut.

## Erfolge und Auszeichnungen
- Fenerbahçe SK
  - Basketballabteilung (1949–1957)
    - 3 × Istanbuler Meisterschaft: 1955,[10] 1956, 1957[29]
    - 1 × Türkische Meisterschaft: 1957[29]

  - Fußballabteilung (1956–1961 und 1967–1970)
    - 2 × Istanbul-Profimeisterschaften: 1956/57, 1958/59
    - 4 × Türkische Meisterschaft: 1959, 1960/61, 1967/68, 1969/70
    - 1 × Cemal-Gürsel-Pokalsieger: 1960
    - 1 × Balkanpokalsieger: 1966/67[30]
    - 1 × Türkischer Pokalsieger: 1967/68
    - 1 × Präsidenten-Pokalsieger: 1968
    - 1 × Istanbuler TSYD-Pokalsieger: 1969

- Türkische Auswahlen
  - Militär-Fußballauswahl
    - 1 × Fußballerischer Militärweltmeister (CSIM): 1961[19]

  - A-Fußballnationalmannschaft der TFF (1956–1969)
    - 1 × RCD-Cup-Sieger: 1969[20]

- Persönliche Ehrungen
  - Torschützenkönig des RCD-Cups: 1969[31]
  - Vom TSYD – Türkischen Sportjournalisten-Vereines wurde Bartu 1986 in die beste Elf der letzten 25 Jahre des türkischen Fußballes gewählt.[32]